# Idlib

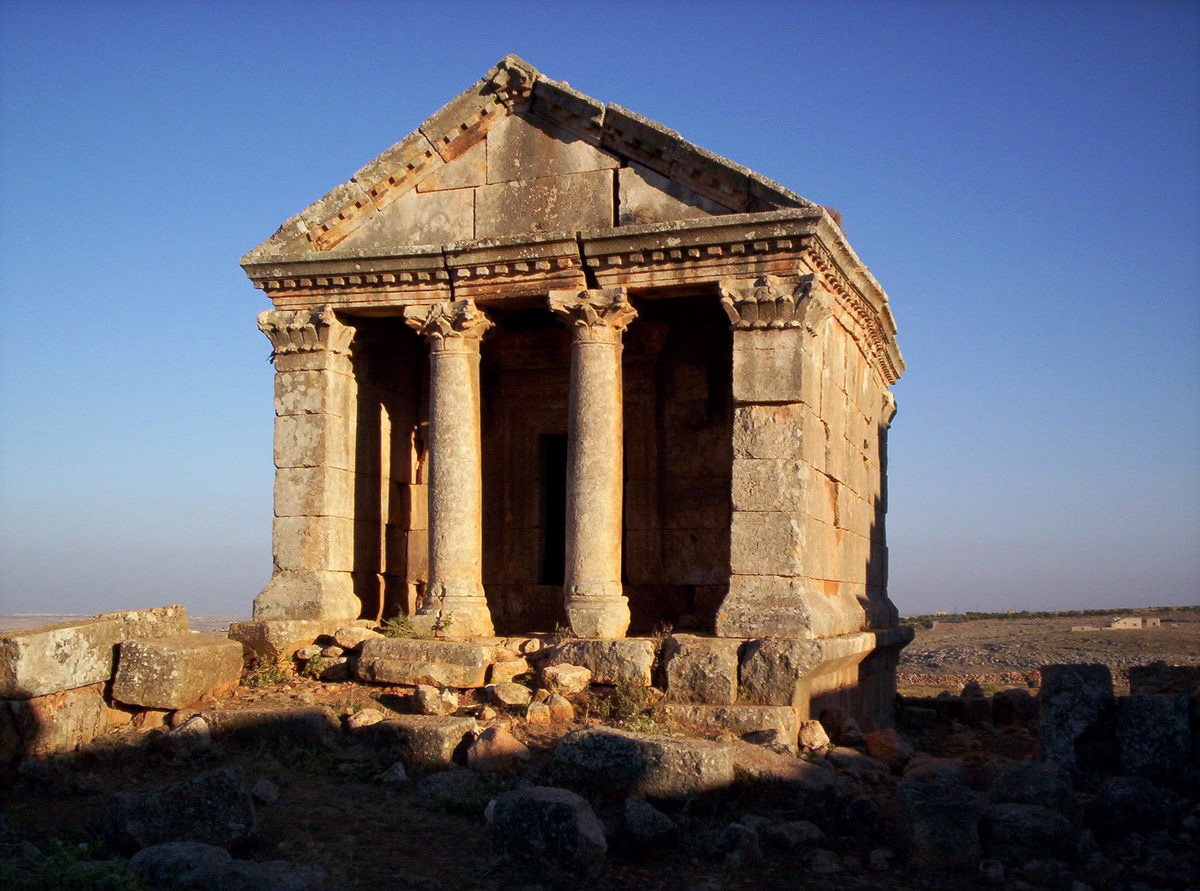
Temple romà d'Orient d'Idlib (Síria)

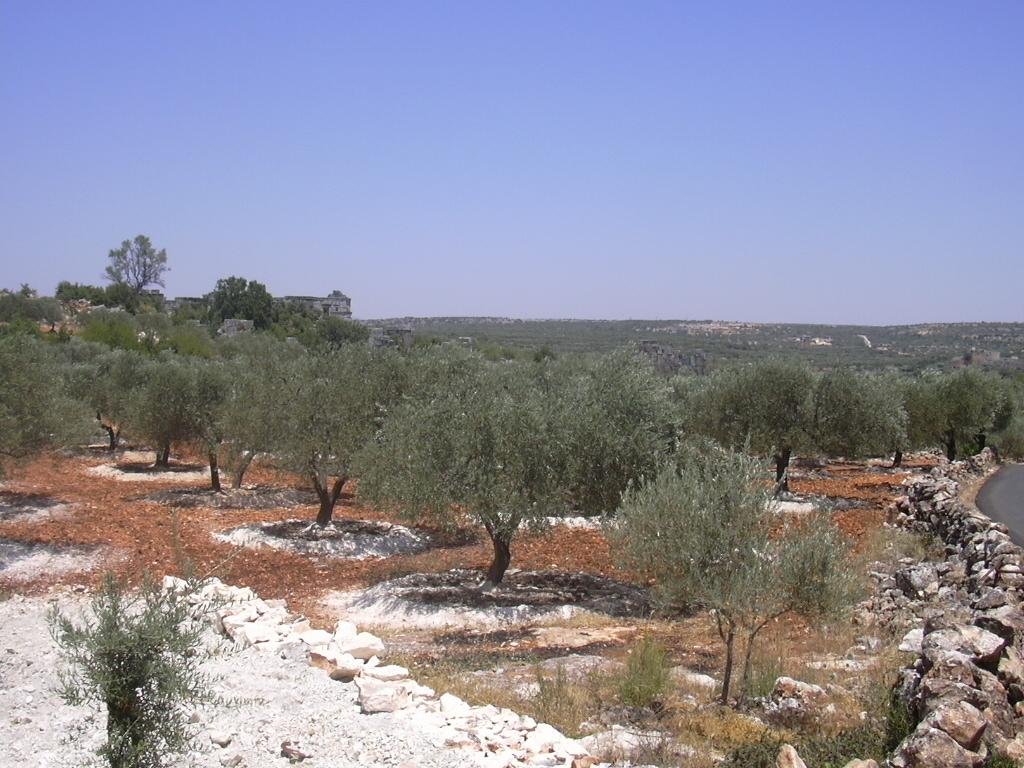
Vista d'un camp d'oliveres a les valls circumdants d'Idlib

Idlib (àrab: ادلب, Idlīb) és una ciutat del nord-oest de Síria, capital de la governació d'Idlib. La ciutat d'Alep, que es troba aproximadament a 60 quilòmetres de distància, té una presència econòmica important a Idlib. La zona dels voltants d'Idlib és molt fèrtil, i produeix cotó, cereals, olives, figues, raïm, tomàquets, llavors de sèsam, blat i ametlles. Es troba a una altitud de 600 metres sobre el nivell del mar.
La zona d'Idlib és molt important històricament, ja que Idlib conté l'antiga ciutat d'Ebla.
La població, segons el cens de l'any 2010, és de 164.983 habitants.